# シルヴィア (バレエ)
『シルヴィア』 （Sylvia, 原題 『シルヴィア、またはディアヌのニンフ』、仏: Sylvia, ou La nymphe de Diane） は、レオ・ドリーブ作曲、ルイ・メラント振付による3幕5場のバレエ作品。
原作はトルクァート・タッソの『アミンタ』（Aminta）。1876年6月14日、パリ・オペラ座のガルニエ宮で初演された。当時はそれほど有名にはならなかったが、1952年にフレデリック・アシュトンの振付で再演されて人気作品となった。

## 登場人物

### 主要人物
- シルヴィア（Sylvia） - ディアナに仕える狩りの女神（ニンフ）。アミンタに恋心を抱かれる。
- アミンタ（Aminta） - シルヴィアと恋仲になる純朴な羊飼いの若者。ディアナの若い恋人である羊飼いエンデュミオンと対比される。
- エロス（Eros） - ギリシャの恋の神。尊敬と軽蔑の対象としてこのバレエの中で焦点を当てられる。
- ディアナ（Diana） - 狩りと貞節を司るギリシャの女神。第3幕のバッカス祭が行われるのはディアナの神殿である。
- オリオン（Orion） - 悪しき狩人。シルヴィアをつけ回し、連れ去る。

### その他の登場人物
- 狩りの従者 - シルヴィアの仲間の女性の狩人達。
- ヤギ - 2頭のヤギがバッカスへの献げ物として生け贄にされかかるが、オリオンが起こした騒ぎにより助かる。
- ナイアード
- ドリアード
- フォーン
- 農民

## あらすじ
以下、ストーリーはアシュトン版に基づく。

### 第1幕：聖なる森
物語は、森の精たちがエロスの前で踊る礼拝の場面から始まる。身分の低い羊飼いのアミンタは誤ってこの場に踏み込み、儀式を台無しにしてしまう。この時、アミンタが思いを寄せるシルヴィアが従者達をつれて、この恋の神を嘲るためにやってくる。アミンタは身を隠そうとするが、シルヴィアはすぐに追跡者に気づき、怒ってエロスに矢を向ける。アミンタはこの神を庇い、傷ついて倒れる。今度はエロスがシルヴィアを射る。シルヴィアは矢に当たり、それほど酷く傷つきはしなかったものの、その場を去る。
同じようにシルヴィアを見ていた狩人のオリオンが現れ、倒れて動かなくなったアミンタを見て祝うような様子を見せる。オリオンはシルヴィアが戻ってくるのを見てまた姿を隠す。この時シルヴィアはアミンタに対し同情心を抱いていたのである。彼女は犠牲者に対して哀歌を歌っている時、オリオンによって連れ去られる。農民達はアミンタの亡骸を見て嘆き悲しむが、やがて外套をまとったエロスが彼を甦らせる。エロスは正体を明かし、アミンタにオリオンの行為を伝える。

### 第2幕：オリオンの島の洞窟
オリオンの島の隠れ家に捕らえられたシルヴィアは、オリオンに酒や宝石で誘惑されるが、それらは何の役にも立たない。シルヴィアはアミンタのことを嘆き悲しみ、胸から引き抜かれた矢を愛おしむ。オリオンがその矢を彼女から奪うと、シルヴィアは略奪者を酔わせて正体をなくさせ、矢を取り返してエロスに助けを求める。彼女の祈りに応えてエロスはすぐに現れ、アミンタが彼女を待ちわびている様子を見せる。2人はシルヴィアの恋人の待つディアナの神殿へと向かう。

### 第3幕：ディアナの神殿近くの海岸
アミンタはシルヴィアを見つけるためにバッカス祭の行われているディアナの神殿に着くが、シルヴィアはいない。しかしシルヴィアは間もなくエロスとともに到着するところであった。歓喜と再開の瞬間の後、シルヴィアを探すオリオンが現れる。オリオンとアミンタの決闘。シルヴィアはディアナの神殿に身を隠し、オリオンは後を追いかけようとする。狩りの女神ディアナはこの行為に憤り、オリオンを打ちのめし、続いてアミンタとシルヴィアの交際を否定する。情け深いエロスはディアナにある光景を見せる。女神は、自分の若い恋人で、やはり羊飼いであったエンデュミオンのことを思い出す。ディアナは考えを変え、命令を取り消す。アミンタとシルヴィアは良き神意のもとで結ばれる。

## 曲

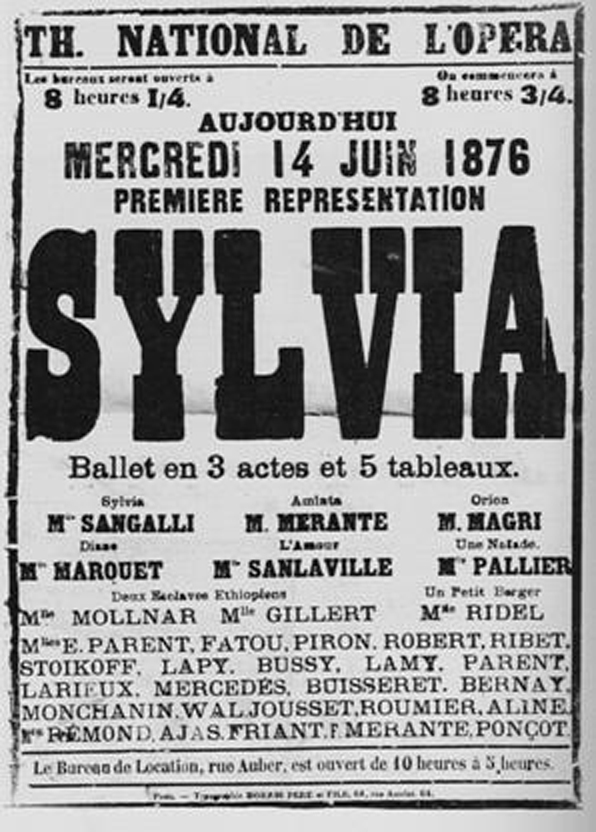
初演時のオペラ座の広告 （1876年）

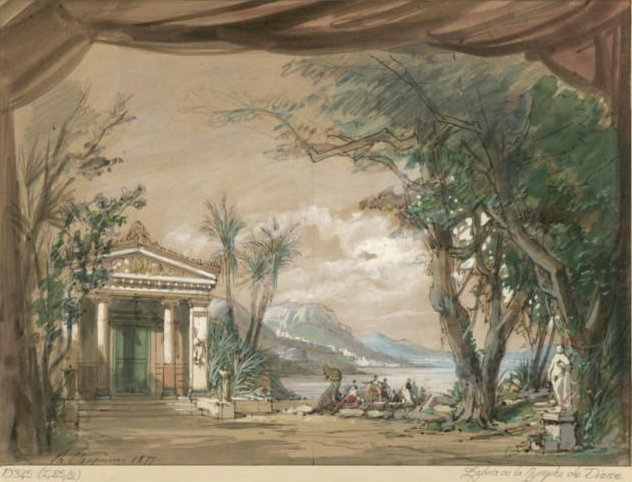
フィリップ・シャプロンによる第3幕2場の舞台スケッチ。ディアナの神殿 （1877年）

### 第1幕
1. 前奏曲
2. フォーンとドリアード（スケルツォ）
3. 羊飼い（パストラル）
4. 狩りの女神
5. 間奏曲
6. ゆるやかなワルツ
7. 情景
8. 田舎風の行列
9. 情景
10. 魔術師の入場（終曲）

### 第2幕
1. アントラクト
2. オリオンの洞窟
3. エチオピア人の踊り
4. バッカスの歌
5. 情景とバッカスの巫女の踊り
6. 情景（終曲）

### 第3幕
1. バッカスの行列（マーチ）
2. 情景
3. バルカロール
4. ディヴェルティスマン：ピッツィカート
5. ディヴェルティスマン：アンダンテ
6. ディヴェルティスマン：奴隷の踊り
7. ディヴェルティスマン：ヴァリアシオン - ワルツ
8. ディヴェルティスマン：ストレット - ギャロップ
9. ディアナの神殿（終曲）
10. エンデュミオンの幻影（アポテオーズ）

- 特に「バッカスの行列」は単独で演奏される機会も多い。

## 組曲
4曲からなる管弦楽組曲が1880年に出版された。演奏時間は約15分。
1. 前奏曲・狩りの女神 Prélude - Les Chasseresses
2. 間奏曲とゆるやかなワルツ Intermezzo et Valse lente
3. ピッツィカート Pizzicati
4. バッカスの行列 Cortège de Bacchus

これに「エチオピア人の踊り」などが加えられることもある。

## 影響
- ロシア・バレエの代表的作曲家であるチャイコフスキーは『シルヴィア』を絶賛し、知人タネーエフに「もし私がもっと早くこの作品を知っていたら、私は『白鳥の湖』を作曲しなかっただろう」と語った[3]。

## 文献
- 平林正司『十九世紀フランス・バレエの台本ーパリ・オペラ座』（完訳）｛慶應義塾大学出版会｝、2000年、288-305頁。ISBN 4-7664-0827-6
- Stein, Louise, "Sylvia", International Dictionary of Ballet, vol.2, St. James Press, 1993, ISBN 1-55862-158-X, pp.1364-1367.